# 高山トモヒロ
高山 トモヒロ（たかやま ともひろ、1968年〈昭和43年〉7月10日 - ）は、日本の漫才師、お笑いタレント。本名:高山 知浩（読み同じ）。漫才コンビ「ケツカッチン」の一人。所属事務所は吉本興業。大阪市浪速区日本橋生まれ、大阪府大東市住道育ち。

## 来歴・人物
高校時代は高校野球の名門・大阪市立桜宮高等学校の野球部に在籍し、外野手として活躍。中日、阪神で活躍していた矢野燿大とは同期で、クリーンアップを組んでいた。プロを目指していたが誘いは無く、スイミングスクールに就職。しかし、半年で退職した。
その後、高校野球部時代の親友・河本栄得の誘いによりNSCに7期生として入学。同期には雨上がり決死隊、矢部美幸（ナインティナイン矢部浩之の実兄）、なるみ（元トゥナイト）などがいる。
1988年にお笑いコンビ「河本・高山」を結成し、ツッコミを担当した。NSC卒業と共にコンビ名を「ベイブルース」に改名。上方お笑い大賞やABCお笑い新人グランプリなどで数々の新人賞に輝き、CDリリースやレギュラー番組の獲得など、当時の若手有望株の筆頭に躍り出た。
順調な芸能活動を送っていた1994年10月31日、相方の河本が劇症肝炎で急死。河本の告別式では、「皆さん、天国に向かって『河本のアホ!』と叫んで下さい。本人はそれが一番喜ぶと思います!」と悼辞を述べ、周囲の涙を誘った。河本の死後に放送されたラジオ番組では、「河本のアホ。安らかに眠ってください」とコメントした。
漫才コンビとしての活動は永久休止を余儀なくされ、しばらく「ベイブルース高山」の芸名で『ビデリンが行く!』の司会などピン芸人としての活動を続けた。しかし、河本の死のショックは大きく、露出は激減していき、心身共に荒んだ日々を送っていたことを自らの著書「ベイブルース 25歳と364日」内にて述べている。河本の死後も「ベイブルース」の名を外さなかったのは、「ファンのみんなに『ベイブルース』を忘れないでいて欲しかったから」という胸の内を後に明かしている。
転機が訪れたのは2001年9月18日。営業先で、清水圭・和泉修（圭・修と略称）を正式に解散したばかりの和泉修からの誘いを機に、漫才コンビ「ケツカッチン」を結成。以後は漫才ライブへの参加など精力的に活動するようになる。また、コンビ活動に伴い、個人としてもかつての輝きを取り戻しつつあり、現在でも舞台や関西のテレビ番組などに出演している。ケツカッチン結成にあたって「ベイブルースは解散します」と正式に公言した。コンビ結成から12年目のことだった。
私生活では、NSC時代の同期である2歳年上の夫人との間に3人の娘がいる。なお、夫人と結婚したのがNSC在籍時のため、結婚していることをしばらく伏せていたという。長女はチアリーディングの日本代表に選ばれ世界一の一員になるなど運動に才を見せている。次女はNSC30期生の光永（ひなた）で、共演することもある。
2012年、野球経験のある芸人を中心にした草野球チームを結成。チーム名は出身高校から取った「桜宮」。

## 出演
ケツカッチン結成以前の高山の出演状況については、ベイブルースの項目を参照のこと。

### テレビ番組
- 進め!クリフハンガー冒険隊（中部日本放送）
- 満開!ハッスル家族（毎日放送）
- なるトモ!（読売テレビ） - 火曜のレギュラーとして出演。
- オモシロ好奇心☆どろんぱ!（読売テレビ）
- っちゅ〜ねん!（毎日放送） - 水曜のレギュラーとして隔週で出演。
- 気ままに駅サイト!→気ままに歩こーく!→気ままにいってきバ〜ス（奈良テレビ） - まれに娘と共演することもあった。
- WAYAYA丼（メ〜テレ、2006年度）
- WAYAYAあはっ!→サタあはっ!（メ〜テレ）
- 笑激!!よしもとライブ（月曜 - KBS京都、土曜 - サンテレビ） - 司会を担当。出演者としても出演していた。
- 吉本☆ぐいピコ!（KBS京都）- 司会
- 園田・姫路競馬ダイジェスト&中継（サンテレビ、1996年度 - 2003年度） - 高山知浩名義で出演。
- ボートのつぼみ（サンテレビ）

### ラジオ
- 高山トモヒロのオトナの部室（朝日放送ラジオ、2016年4月～）
- OBCグッドアフタヌーン!ラジぐぅ 火曜パーソナリティ（ラジオ大阪、2019年10月～2022年3月）
- はっしん!!夢を掴マネーとfeat.TT（ラジオ関西、2021年10月～）
- Clip　木曜パーソナリティ（ラジオ関西、2022年4月 - 2024年3月）
- モーニングサンシャイン　金曜パーソナリティ （ラジオ関西、2024年4月 - ）

### ラジオドラマ
- FMシアター「ローリングボーイ」（2021年5月8日、NHK-FM） - カッサン 役

### 舞台
- 京橋花月よる芝居こけら落とし公演『かさ』（2008年12月12日 - 同年12月20日、京橋花月）

### Vシネマ
- 難波金融伝・ミナミの帝王23「詐欺の手口」 - ベイブルース高山名義で出演。

## 著書
- ベイブルース 25歳と364日（ワニブックス、2009年11月、ISBN 4847018826）

## 参照
1. ↑  スポニチ大阪 2009年7月25日、デイリースポーツ 2009年12月1日 等
2. ↑  イザ あんどブログ 2009年3月18日
3. ↑  ケツカッチン高山　芸人野球チーム「桜宮」を結成：スポニチ2012年8月24日
4. ↑  吉本芸人草野球チーム「桜宮」結成：デイリースポーツ（2012年8月24日）